# Teodor Ateista
Teodor Ateista (stgr. Θεόδωρος, "ὁ ἄθεος"; ok. 340 p.n.e., zm. I poł. III w. p.n.e. w Cyrenie) – grecki filozof z Cyreny, jeden z cyrenaików.
W swym dziele nie tylko wystąpił przeciwko greckiej religii politeizmu oraz antropomorfizmu, ale odrzucał w ogóle istnienie bogów. Głoszenie ateizmu i kosmopolityzmu było przyczyną wszczęcia lub groźby wszczęcia procesu, z powodu którego ok. 309-305 p.n.e. opuścił Ateny. 
Podobnie jak inni cyrenaicy był hedonistą. Odrzucił uznawanie chwilowej przyjemności za najwyższe dobro, a chwilowej przykrości za najwyższe zło; za takie uznawał odpowiednio stałą radość czy też stałą przykrość.